# 武蔵野鉄道デキカ10形電気機関車
武蔵野鉄道デキカ10形電気機関車（むさしのてつどうデキカ10がたでんききかんしゃ）は、西武鉄道の前身事業者である武蔵野鉄道が、保有する路線の電化完成に際して1923年（大正12年）に新製した、武蔵野鉄道初の電気機関車である。
形式称号の「デキカ」とは、電気機関車（デンキキカンシャ）を表す、武蔵野鉄道における電気機関車専用の車両記号である。

## 概要
武蔵野鉄道（武蔵野鉄道本線、現・西武池袋線）は、軌間1,067mm（狭軌）の非電化路線として、1915年（大正4年）4月に池袋 - 飯能間が開通し、旅客・貨物輸送とも蒸気機関車牽引によって運行された。その後、沿線人口の増加に伴う利用客増に対応し、全線の電化工事を実施して電車による運行に切り替えることによって、所要時分の大幅な短縮ならびに運行の高頻度化を図ることとし、1922年（大正11年）10月に池袋 - 所沢間の架線電圧1,200V規格による電化が完成した。
電化完成と同時に旅客輸送についてはデハ100形電車の導入によって電車運転に切り替えられたが、貨物輸送については依然として蒸気機関車によって運行されていたことから、これらの代替および動力近代化を図る目的で電気機関車の導入が行われることとなり、1923年（大正12年）11月にデキカ10形11 - 13の3両の電気機関車がアメリカ・ウェスティングハウス・エレクトリック (WH) 社において新製・輸入された。
デキカ10形（以下「本形式」）は、車体の前後に前方へ張り出した機械室を配した、いわゆる凸形の33t級車体を備え、動軸を4軸備える「D形電機」で、ウェスティングハウス・エレクトリック社がメーカー標準型電気機関車として設計・製造し日本国内にも数多くが輸入された凸形電機各形式と共通する特徴を備える。中でも本形式は通票閉塞方式を採用する武蔵野本線における運用時のタブレット収受の便宜を図るため、ウェスティングハウス・エレクトリック社における原設計に沿って運転台を進行方向右側に設置したことが特色であった。
本形式の導入によって貨物列車についても動力近代化が図られ、戦後の武蔵野鉄道と（旧）西武鉄道の合併に伴う（現）西武鉄道成立後に実施された幾度かの改番を経て、最終的に本形式はE11形と改称、1973年（昭和48年）まで在籍した。

## 車体
全長8,795mmの台枠上に、運転室および運転室前後に張り出した主要機器を収納する機械室（ボンネット）を設けた、凸形の全鋼製構体を備える。乗務員扉は前後妻面の運転台の逆側、すなわち向かって右側（進行方向左側）に設け、ボンネットは向かって左側にオフセットして設置しており、正面から見て左右非対称の形態をしている。これらはいずれもWH社製凸形電機の設計流儀に則ったものであるが、同じWH社製凸形電機である信濃鉄道1形電気機関車（後の弘南鉄道「ED30 301」。当機の「13」も後に弘南鉄道に譲渡され「ED33 3」となる）や秩父鉄道デキ1形電気機関車とは左右逆の設計である。また、機械室は向かって左側へ寄せて配置されており、前後の機械室前端部には空転対策として用いられる砂を収納する砂箱が設置され、機械室前端の向かって右側に各1箇所、砂補充口の蓋が設けられた。
前後妻面には屋根部を延長する形で設けられた庇と2枚の前面窓および乗務員扉を備え、中央部の前面窓は縦方向に二分割された構造となっている。
前照灯は取付式の白熱灯型のものを前後機械室上部に各1灯ずつ設置し、後部標識灯は台枠端梁部上部の向かって左側に前後各1灯ずつ設置した。

## 主要機器
主要機器はいずれもウェスティングハウス・エレクトリック社製のもので占められ、飯能・西武新宿側のボンネット「第一機械室」に電動空気圧縮機 (CP) ・主電動機冷却用送風機を、池袋・本川越側のボンネット「第二機械室」に電動空気圧縮機 (CP) ・元空気溜めをそれぞれ搭載し、主制御器・抵抗器その他の主要機器については車体中央の運転室内に搭載した。抵抗器は自然冷却式で剥き出しのまま搭載され、運転室前後に設置された運転台との間に仕切りはなく、また冷却用通風孔などは設置されておらず排熱がそのまま運転室内に放出される設計であったことから、夏季の運用に際しては機関士に苦労を強いる設計であったことが窺い知れる。

### 制御装置
電空単位スイッチ式手動加速仕様で、速度制御は主電動機を4基直列で接続する直列ノッチ・2基直列2群で接続する並列ノッチの直並列2段組合せ抵抗制御、および弱め界磁接触器による弱め界磁制御を行う。弱め界磁制御は直列最終段・並列最終段のどちらでも作用する設計となっており、細かな速度制御を可能とした。

### 主電動機
端子電圧600V時一時間定格出力74.5kWの直流直巻電動機を1両あたり4基、全軸に搭載する。駆動方式は1段歯車減速吊り掛け式、歯車比は4.06 (65:16) である。
なお、上記定格値は架線電圧1,200V当時のものであり、戦後に実施された架線電圧1,500V昇圧工事完成に伴って端子電圧750V時の定格出力は93.25kWに向上し、定格牽引力は4,535kgf、定格速度は29.8km/hとなった。

### 台車
棒鋼組立型の釣り合い梁式2軸ボギー台車を装着する。脱線時の台車逸脱防止を目的として台車と台枠を結ぶ鎖が設置されていることが特徴であり、固定軸間距離は2,134mm、車輪径は914mmである。

### 制動装置
EL-14A自動空気ブレーキを採用、各運転台には編成全体に作用させる自動ブレーキ弁（自弁）と機関車のみに作用させる単独ブレーキ弁（単弁）の2組の制動弁を備え、その他手用制動を併設する。

### 補助機器類
集電装置は菱形パンタグラフを1両あたり1基搭載する。
連結器は前後とも並形自動連結器を採用した。
なお、本形式は電動発電機 (MG) を搭載せず、制御装置・各灯具の動作などに必要な低圧電源については、低圧電源用抵抗器によって降圧した架線電圧を使用する。

## 運用
戦前から戦中にかけて貨物列車牽引運用に専従した本形式は、1945年（昭和20年）9月の武蔵野鉄道と（旧）西武鉄道の合併に伴う（現）西武鉄道成立に際して、「デキカ」の車両記号を廃して10形11 - 13と改称された。
さらに後年11形11 - 13への改称が実施され、池袋線（旧武蔵野鉄道本線）において主に軽量貨物列車牽引に充当されたが、E61形・E71形など日本国有鉄道（国鉄）より払い下げられた電気機関車各形式の導入に伴って、牽引力の劣る本形式は余剰となり、13が1961年（昭和36年）8月3日付で廃車となって弘南鉄道へ譲渡された。残る11・12の2両については同年12月に西武鉄道が保有する電気機関車全形式を対象として形式称号の頭に「E」を冠するよう一斉改番が実施されたことに伴ってE11形E11・E12と改称・改番された。その間、車体塗装は原形の茶色から青灰色を経て、最終的にローズレッドに変更された。
後に2両とも多摩川線へ配属され、砂利輸送列車牽引に充当されたが、1967年（昭和42年）9月に多摩川線における貨物輸送が全廃となったことから再び池袋線へ転属し、小手指検車区（現・小手指車両基地）における構内入換機に転用された。その後、越後交通長岡線の架線電圧1,500V昇圧工事に際して、同社に在籍する電気機関車の昇圧改造が完了するまでの車両不足を補充するため、E11がE21形電気機関車E21・E22とともに同社へ貸し出され、そのまま1969年（昭和44年）8月に正式譲渡された。唯一残存したE12についても長期間休車となったのち1973年（昭和48年）9月に除籍され、本形式は形式消滅した。
除籍後のE12は解体処分を免れ、1975年（昭和50年）より保谷車両管理所（現・保谷電留線）において静態保存された。その際、車体塗装は落成当初の茶色1色塗りとなり、車番表記および社章も武蔵野鉄道当時の表記が復元されたほか、長期間休車状態にあったことで傷みの進行した前面乗務員扉の補修に際して扉窓がHゴム固定支持に改められた。2012年（平成24年）には西武鉄道が前身事業者である武蔵野鉄道から通算して創業100周年を迎えるにあたって企画されたイベントの一環として、露天保存であったことから傷みの進行したE12の内外装について徹底的な修復工事が実施され、同年5月13日に開催された修復完成記念イベント「西武鉄道100年アニバーサリーイベント in 保谷 - E11型電気機関車修復完成記念披露会 - 」において一般公開された。

## 譲渡車両
前述の通り、西武鉄道において静態保存されたE12（旧デキカ12）を除く2両が他社へ譲渡され、弘南鉄道へ譲渡された13は2024年（令和6年）10月現在も車籍を有する。

### 弘南鉄道
13が1961年（昭和36年）10月に譲渡され、同社ED33形ED33 3として導入された。同機は弘南鉄道に在籍する電気機関車各形式中、定格出力・牽引力とも最も強力であったことから、弘南線における貨物列車牽引の主力機として運用された。1984年（昭和59年）7月1日付で弘南線の貨物輸送が全廃となったのちは、構内入換用途のほか冬季の線路除雪列車運行に際してラッセル車（キ100形）の動力車として用いられる。

### 越後交通
E11が貸与ののち1969年（昭和44年）8月29日付で正式譲渡され、同社ED26形ED26 2と改称・改番された。貸与当時より主に長岡線において貨物列車牽引に用いられたが、譲渡後は比較的短期間の運用に留まり、間もなく休車となった後に廃車・解体処分された。

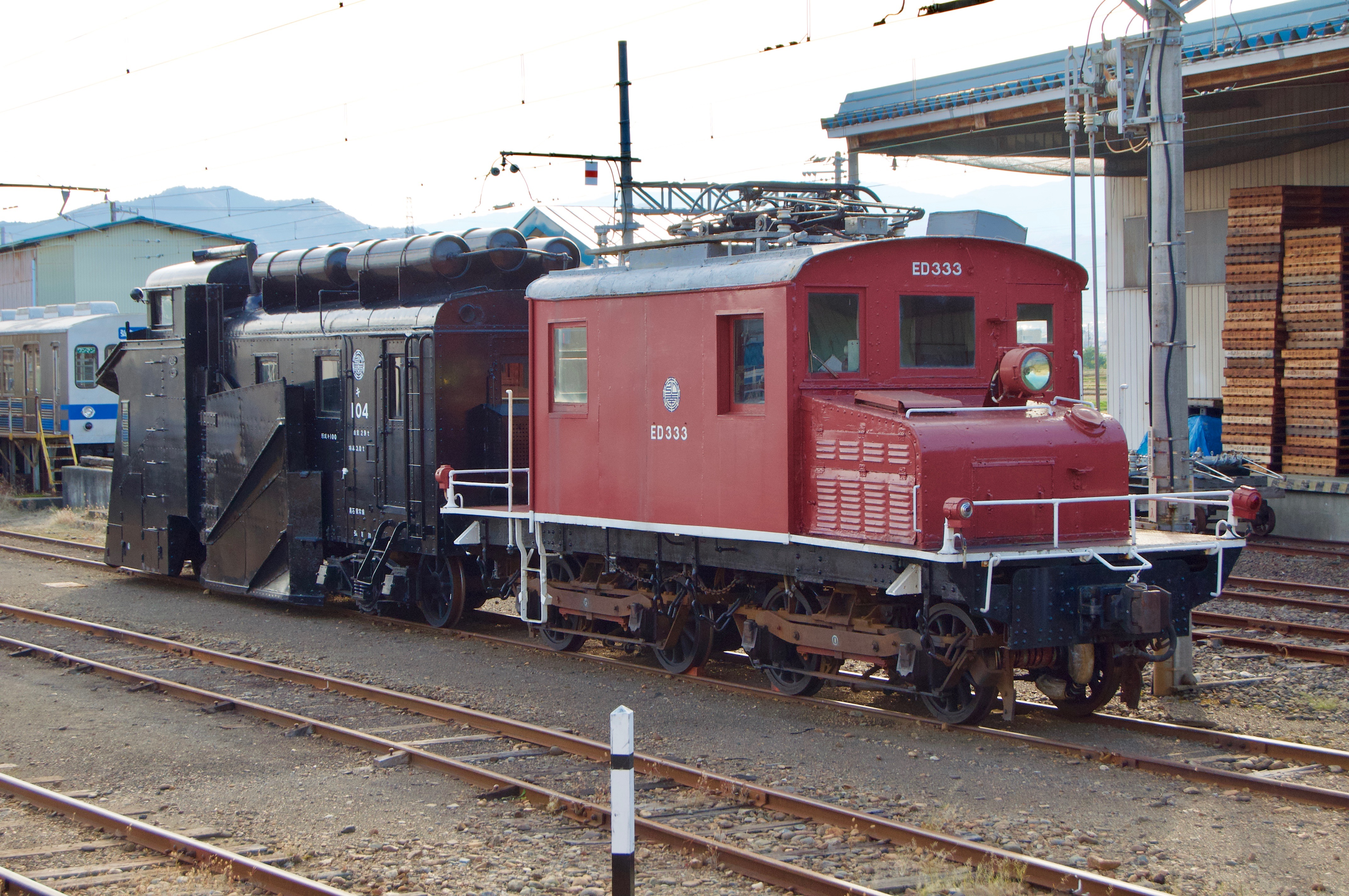
弘南鉄道ED33 3とキ104